# Займище (Бориспільський район)
За́ймище —  село в Україні, у Бориспільському районі Київської області. Населення становить 44 осіб. Входить до складу Пристоличної сільської громади.
У село з Києва можна дістатися маршрутними таксі № 359 [Архівовано 7 січня 2017 у Wayback Machine.] від ст.м. Лісової або № 330-К [Архівовано 16 листопада 2016 у Wayback Machine.] від ст.м. Харківської.

## Історія
Після 1945 року хутір Вета (Віта) увійшов у Займище
У довіднику Чернігівскої губернії - хутір Віта, де було 2 двори та жило 6 осіб (2 чоловічої та 4 жіночої статі)